# 偏吉乡
偏吉乡（藏語：ཕན་ཕྱི་），是中华人民共和国西藏自治区日喀则市仲巴县下辖的一个乡镇级行政单位。

## 行政区划
偏吉乡下辖以下地区：
多平村、巴雄村、斯青村和南木拉村。